# Sermiligaaq
- Placering: 65°54′N, 36°23′W.

65°54′N 36°23′V / 65.900°N 36.383°V
Sermiligaaq (Grønlandsk for “Den smukke gletsjerfjord”) er en lille fangst- og fiskeribygd med ca. 220 indbyggere, beliggende på en landtange i den yderste del af Ammasalik fjord. 
Bygden, der en del af Sermersooq Kommune, har et velfungerende forbrændingsanlæg til afbrænding af affaldet. Før i tiden blev alt affald smidt i havet. 
Der er supermarked, forsamlingshus, posthus, skolekapel, og en skole med ca 40 elever fordelt i 5 klasser.
En boplads i Østgrønland er en 44-minutters dokumentarfilm optaget af Jette Bang i Sermiligaaq.

## Ekstern henvisning
- Fotos